# Made in England
Made in England ist das 24. Studioalbum des britischen Sängers und Komponisten Elton John. Es erschien im März 1995 bei Island Records (US)/Rocket (UK).

## Hintergrund
Das Album wurde von John mit Greg Penny produziert, zum ersten Mal seit Leather Jackets ohne Chris Thomas. Auch wurde in London produziert, im AIR Lyndhurst Hall. Das Album ist Johns Freund und späteren Ehemann David Furnish gewidmet. Auch war es dem Andenken von Denis Gauthier und Peter Williams gewidmet. Letztmals war der gewohnte Perkussionist Ray Cooper zu hören, bevor er auf Wonderful Crazy Night (2016) wieder erschien. Zugleich wurde Bob Birch Johns Vollzeit- und Tourbassist und blieb es auch bis zu seinem Tod 2012.
Der Titel Please wurde später von der Bluegrass-Sängerin Rhonda Vincent und der Country-Sängerin Dolly Parton gecovert. Er erschien auf dem Tributalbum Restoration: Reimagining the Songs of Elton John and Bernie Taupin (2018).

## Titelliste
Alle Titel wurden von Elton John und Bernie Taupin geschrieben.
| Nr.          | Titel           | Länge |
| ------------ | --------------- | ----- |
| 1.           | Believe         | 4:55  |
| 2.           | Made in England | 5:09  |
| 3.           | House           | 4:27  |
| 4.           | Cold            | 5:37  |
| 5.           | Pain            | 3:49  |
| 6.           | Belfast         | 6:29  |
| 7.           | Latitude        | 3:34  |
| 8.           | Please          | 3:52  |
| 9.           | Man             | 5:16  |
| 10.          | Lies            | 4:25  |
| 11.          | Blessed         | 5:01  |
| Gesamtlänge: | Gesamtlänge:    | 52:34 |

## Kommerzieller Erfolg

### Chartplatzierungen
Das Album erreichte Platz 13 der US-amerikanischen und Platz drei der britischen Charts. In der Schweiz erreichte es Platz eins, in Österreich ebenso und in Deutschland Platz vier.
| ChartsChartplatzierungen       | Höchstplatzierung | Wochen |
| ------------------------------ | ----------------- | ------ |
| Deutschland (GfK)              | 4 (26 Wo.)        | 26     |
| Österreich (Ö3)                | 1 (22 Wo.)        | 22     |
| Schweiz (IFPI)                 | 1 (25 Wo.)        | 25     |
| Vereinigte Staaten (Billboard) | 13 (46 Wo.)       | 46     |
| Vereinigtes Königreich (OCC)   | 3 (14 Wo.)        | 14     |

| ChartsJahrescharts (1995)    | Platzierung |
| ---------------------------- | ----------- |
| Deutschland (GfK)            | 29          |
| Österreich (Ö3)              | 9           |
| Schweiz (IFPI)               | 12          |
| Vereinigtes Königreich (OCC) | 76          |

### Auszeichnungen für Musikverkäufe
| Land/Region                  | Auszeichnungen für Musikverkäufe (Land/Region, Auszeichnung, Verkäufe) | Verkäufe  |
| ---------------------------- | ---------------------------------------------------------------------- | --------- |
| Deutschland (BVMI)           | Gold                                                                   | (250.000) |
| Europa (IFPI)                | Platin                                                                 | 1.000.000 |
| Frankreich (SNEP)            | 2× Gold                                                                | (200.000) |
| Japan (RIAJ)                 | Gold                                                                   | 100.000   |
| Kanada (MC)                  | 2× Platin                                                              | 200.000   |
| Neuseeland (RMNZ)            | Gold                                                                   | 7.500     |
| Österreich (IFPI)            | Platin                                                                 | (50.000)  |
| Schweden (IFPI)              | Gold                                                                   | (50.000)  |
| Schweiz (IFPI)               | Platin                                                                 | (50.000)  |
| Spanien (Promusicae)         | Platin                                                                 | (100.000) |
| Vereinigte Staaten (RIAA)    | Platin                                                                 | 1.000.000 |
| Vereinigtes Königreich (BPI) | Gold                                                                   | (100.000) |
| Insgesamt                    | 7× Gold · 7× Platin ·                                                  | 2.307.500 |

Hauptartikel: Elton John/Auszeichnungen für Musikverkäufe